# Thine Eyes Bleed
I Thine Eyes Bleed sono un gruppo melodic death metal proveniente dall'Ontario, in Canada. Il loro primo album In the Wake of Separation è uscito nel 2005, seguito il 15 aprile 2008 dal secondo album Thine Eyes Bleed.

## Formazione
- Justin Wolf - voce
- James Reid - chitarra
- Jeff Phillips -chitarra
- Johnny Araya - basso
- Darryl Stephens - batteria

## Discografia
- 2005 – In the Wake of Separation
- 2008 – Thine Eyes Bleed

## Videografia
- 2007 – Unholy Alliance Tour